# بحيرة (شبام)
'

تعديل مصدري - تعديل

بحيرة هي إحدى قرى عزلة شبام بمديرية شبام التابعة لمحافظة حضرموت، بلغ تعداد سكانها 1579 نسمة حسب تعداد اليمن لعام 2004.